# Raoul Rodriguez
Raoul Rodriguez   (Ann Arbor, 1 de febrer de 1963) és un remer estatunidenc, ja retirat, que va competir durant les dècades de 1980 i 1990.
Fill de refugiats cubans, estudià a la Universitat Tulane. El 1988 va prendre part en els Jocs Olímpics d'Estiu de Seül, on guanyà la medalla de plata en la prova del quatre sense timoner del programa de rem.
En el seu palmarès també destaca una medalla de plata al Campionat del món de rem de 1989 i als Jocs Panamericans de 1991.